# Jerzy Błochowiak
Jerzy Stanisław Błochowiak (ur. 2 października 1942 w Pabianicach) – polski działacz spółdzielczy i polityczny, wieloletni prezes banku spółdzielczego Pa-Co-Bank.

## Życiorys
Ukończył studia na Wydziale Prawa i Administracji Uniwersytetu Łódzkiego, kształcił się również w Wyższej Szkole Bankowej w Poznaniu oraz w Instytucie Nauk Prawnych Polskiej Akademii Nauk. W okresie PRL od 1964 był działaczem Polskiej Zjednoczonej Partii Robotniczej, zasiadał w komitecie wojewódzkim PZPR w Sieradzu. Później związany z Sojuszem Lewicy Demokratycznej, kandydował m.in. w 1998 z ramienia tej partii do sejmiku województwa.
W 1996 został prezesem Banku Spółdzielczego Towarzystwa Oszczędnościowo-Pożyczkowego Pa-Co-Bank w Pabianicach. Był wybierany do organów kierowniczych (zarządu, rady i komisji rewizyjnej) Związku Banków Polskich, był członkiem komisji programowej Kongresu Polskich Banków Spółdzielczych. Został również prezesem sekcji koszykarskiej klubu sportowego Włókniarz Pabianice i członkiem zarządu Towarzystwa Przyjaciół Pabianic.

## Odznaczenia
- 2011: Krzyż Komandorski Orderu Odrodzenia Polski[4]
- 2002: Krzyż Oficerski Orderu Odrodzenia Polski[5]
- 2006: Odznaka honorowa „Za zasługi dla bankowości Rzeczypospolitej Polskiej”[6]

## Życie prywatne
Żonaty, ma dwie córki, w tym Anitę Błochowiak.